# Sint-Joriskerk (Haldern)
De parochiekerk Sint-Joris (Duits: Pfarrkirche St. Georg) is een rooms-katholiek kerkgebouw in Haldern, een plaats in de gemeente Rees in de Kreis Kleve (Noordrijn-Westfalen)

## Geschiedenis en architectuur
Sinds 1229 behoorde de kerk tot de collegiale kerk van Rees. De drieschepige, neogotische pseudobasiliek werd in de jaren 1874-1876 naar het ontwerp van Heinrich Wiethase gebouwd. In de jaren 1921-1922 volgde onder leiding van J. van Aaken een vergroting van de Sint-Joriskerk toen de beide zijschepen met drie traveeën naar het westen toe werden verlengd.
Van een oude, uit de tweede helft van de 13e eeuw daterende voorgangerskerk, bleven de beide onderste verdiepingen van de toren bewaard. De muren van deze verdiepingen zijn versierd met spitsbogige en drielobbige blindnissen. De twee bovenste verdiepingen stammen uit de 15e eeuw.